# Konga församling
Konga församling var en församling i Lunds stift och i Svalövs kommun. Församlingen uppgick 2006 i Kågeröd-Röstånga församling.

## Administrativ historik
Församlingen har medeltida ursprung.
Församlingen var till 1962 moderförsamling i pastoratet Konga och Ask. Från 1962 till 1995 annexförsamling i pastoratet Billinge, Röstånga, Konga och Ask. Från 1995 till 2006 annexförsamling i pastoratet Kågeröd, Stenestad, Halmstad, Röstånga, Konga och Ask. Församlingen uppgick 2006 i Kågeröd-Röstånga församling.

## Kyrkobyggnader
- Konga kyrka